# Escharina vulgaris
Escharina vulgaris is een mosdiertjessoort uit de familie van de Escharinidae. De wetenschappelijke naam van de soort is voor het eerst geldig gepubliceerd in 1803 door Moll.